# Thomas Riess
Thomas Riess (* 1970 in Zams, Tirol) ist ein österreichischer Künstler, der mit Mitteln der Malerei, Mixed Media, Grafik und Videokunst arbeitet.

## Leben und künstlerische Entwicklung
Thomas Riess wurde 1970 in Zams in Tirol geboren und ist in Stams aufgewachsen. Er studierte Grafik und Visuelle Medien an der Universität Mozarteum Salzburg (Klasse der Graphik bei Prof. Herbert Stejskal), wo er 2001 diplomierte.
In den Werken von Riess findet man nur selten figurative Gesichter, diese verschwinden in einer Art feinstofflichen Metaebene, mal verwischt durch kräftige Pinselstriche, mal verborgen hinter Gasmasken oder Anzughüllen.
Von 2007 bis 2016 entstanden Werke mittels einer speziellen Technik, dem Auftrag von Korrekturband auf einer mit Acryl schwarz grundierten Leinwand.
Ab 2016 wandte sich Riess wieder mehr der Ölmalerei zu. Seine Blurs & Idols sind fotorealistisch mit höchster Kunstfertigkeit gemalt, verlieren sich aber in teils undefinierbaren Räumen. Damit will der Künstler die teils unsicht- und undarstellbare psychische und physische Einsamkeit zum Ausdruck bringen, in welcher sich die Proponenten seiner Gemälde befinden.
Der Autor und Kunsthistoriker Günther Oberhollenzer schreibt über Thomas Riess:

„Riess ist ein hervorragender Zeichner, die grafischen Arbeiten wirken wie lockere, frei festgehaltene Gedankenblasen des Künstlers. Besonders in der Verbindung von Zeichnung und Malerei, Fotografie und Übermalung, Zeichnung und collagierte Fotografie spielt er mit Blick- und Bildkonventionen, mit Sein und Schein, mit dem Abbild und seiner Wahrnehmung.“

Thomas Riess lebt und arbeitet in Wien.

## Ausstellungen (Einzel- und Gruppenausstellungen)
- 2007: Grenzziehungen, Tiroler Künstlerschaft in Innsbruck[4]
- 2008: Essencia. Real Conceivability, Department of Fine Arts, University of New Orleans
- 2008: Spacetrip II, Städtische Galerie im Andechshof in Innsbruck
- 2009: Kunst im Studio, ORF-Kulturhaus in Innsbruck
- 2009: Sonderausstellung für junge Kunst des Landes Tirol, Art-Innsbruck in Innsbruck
- 2009: Interspace, Stadtgalerie in Brixen
- 2010: Leaves from Innsbruck, St. Claude Gallery an der University of New Orleans[5]
- 2011: Rooms, Galerie im Schloss Porcia in Spittal an der Drau
- 2011: Trans.form 3, Künstlerhaus Klagenfurt in Klagenfurt[6]
- 2012: kontextillusionen / Identität - Hülle - Körper - Material, Katalog zur Ausstellung im Haus der Künste Baden[7]
- 2013: Humans, Künstlerhaus Klagenfurt in Klagenfurt[8]
- 2013: Personal Structures, 55. Biennale di Venezia im Palazzo Bembo in Venedig[9][4]
- 2013: Grau Rand, Palais Liechtenstein in Feldkirch[4]
- 2014: Ostrale 14, Mission O14, OSTRALE – Internationale Ausstellung für zeitgenössische Künste in Dresden[10]
- 2014: Rauschen, Museum Stift Stams in Stams[11]
- 2014: Die Zukunft der Malerei, Essl Museum in Klosterneuburg[12][4]
- 2015: Nach Picasso. Auf Spurensuche in der Jungen Österreichischen Kunst, Forum Frohner, Kunstmeile Krems an der Donau[13]
- 2015: Inside-Out, Museum/Galerie Artemons in Hellmonsödt[14][15]
- 2015: Stadt-Kunst-Innsbruck, Sonderausstellung zu den Juryankäufen der Stadt Innsbruck in Jahren 2010–2015[16]
- 2015: Das Prinzip Collage, Forum Frohner in Krems an der Donau[17][18]
- 2016: Positionen, Museum/Galerie Artemons in Hellmonsödt[19]
- 2017: Stratified. Fragmentierte Welten, Wiener Kunstverein das weisse haus[20][4]
- 2019: fly me to the moon, Internationale Ausstellung im Museum der Moderne Salzburg auf dem Mönchsberg in Salzburg[21][22]
- 2019: ticket to the moon, Kunsthalle Krems in Krems an der Donau[23]
- 2019: Fly Me to the Moon: 50 Jahre Mondlandung, Internationale Ausstellung im Kunsthaus Zürich der Zürcher Kunstgesellschaft[24][4]
- 2019: fluid reality, Gruppenausstellung im Recheis Art Space[25]
- 2020: Videopräsentation Out of Silence, Lumen Museum of Mountain Photography in Bruneck[26]
- 2020: Lockout, Gruppenausstellung im Museum Festung Franzensfeste in Franzensfeste[27]
- 2021: Thomas Riess: Wonderland, Einzelausstellung in der Elektrohalle Rhomberg in Salzburg[28]
- 2021: (K)ein Mensch ist eine Insel, Künstlerhaus Wien in Wien[29][4]
- 2022: Audi art week featured by PARNASS, Gruppenausstellung im House of Progress in Wien[30]
- 2023:  Utopia | Thomas Riess, Einzelausstellung im MuTh (modulart) in Wien[31]
- 2023: OSTRALE Biennale O23, OSTRALE in Dresden[32]
- 2023: Georg von Peuerbach. Kosmos.Neue Welten, Gruppenausstellung im Schlossmuseum Peuerbach[33]

## Stipendien/Preise
- 1999: Internationale Sommerakademie Salzburg, Stipendium des Landes Salzburg (AUT)
- 2000: Stainacher Kunstpreis (AUT)
- 2001: Artist in Residence Paliano/Rom, Stipendium des Landes Tirol (AUT)
- 2005: Durst Kunstpreis für Malerei und Grafik (AUT)
- 2008: 3. Premio Internazionale Arte Laguna (Finalist) (ITA)
- 2008: Welde Kunstpreis für Malerei (Finalist) (DEU)
- 2009: Kunstsymposium Medulin (HR)
- 2009: The Artist’s Kitchen, Artist in Residence, Soravia Group Wien(AUT)[34]
- 2010: Artist in Residence Paliano/Rom, Stipendium des Landes Tirol (ITA)
- 2010: Artist in Residence, Kunstquartier Hotel Hospiz (AUT)[35]
- 2010: RLB-Kunstpreis (Finalist)[4]
- 2022: Schiele Award (Finalist)[36]

## Werkverzeichnisse
- 2008: Thomas Riess – spacetrip, 77 S., Bona Editio Verlag
- 2013: Thomas Riess - I am I am not, 76 S., ArtDepot[37]
- 2017: Thomas Riess - Zoom / Neue Malereien und Mixed Media Arbeiten, 41 S. mit einem Vorwort von Günther Oberhollenzer, Eigenverlag[38]
- 2018: Thomas Riess - blurs & idols / Neue Malerei, 88 S., Eigenverlag[39]

## Kataloge
- 2000: 10x10 konkret! Projekt zur Erforschung kultureller Grenzgebiete. Katalog zum Kunstprojekt
- 2001: Fünf fünf Jahre Galerie Kunstmagazin Hell Bruck/Mur
- 2001: Künstler 2001 Galerie im Andechshof
- 2003: Der Zaun Buch, Haymon Verlag
- 2003: Thomas Riess, 1sichten Malerei und Zeichnung
- 2006: Kunstkalender der Liebburg Lienz Katalog
- 2008: Arte Laguna 3. Internationalen Kunstpreises für Malerei
- 2008: Die Lagebesprechung Katalog zur Ausstellung
- 2008: Künstler 2008 Galerie im Andechshof
- 2009: essentia – real conceivability Thomas Riess - Alexandra Maria Heinz, Department of Fine Arts New Orleans, Buch zur Ausstellung
- 2010: hybridität - Aron Demetz - Thomas Riess Katalog zur Ausstellung artdepot Innsbruck
- 2010: Kunstpreis der Raiffeisen-Landesbank 2010 Katalog zur Ausstellung RLB-Kunstbrücke
- 2010: Nord Art 2010 Katalog zur Ausstellung
- 2011: RLB-Kunstkalender Jahreskalender RLB-Kunstbrücke
- 2012: Eyes on - Monat der Fotografie Wien November 2012 Katalog
- 2012: kontextillusionen / Identität - Hülle - Körper - Material, Katalog zur Ausstellung im Haus der Künste Baden[40]
- 2012: Me, Myself & Them Verlag Fotohof edition, Katalog zur Ausstellung Künstlerhaus Wien[41]
- 2013: Humans, Katalog zur Ausstellung Künstlerhaus Klagenfurt[42]
- 2013: Personal Structures - 55. Biennale di Venezia 2013 Katalog zur Ausstellung Palazzo Bembo Venedig[43]
- 2014: "die zukunft der malerei - eine perspektive", Katalog zur Ausstellung im Essl-Museum Klosterneuburg/Wien[44]
- 2014: Ostrale 14 - Mission O14, Katalog zur Ausstellung der Ostrale Dresden[10]
- 2015: Nach Picasso : auf Spurensuche in der jungen österreichischen Kunst, Kunstbuch im Rahmen der gleichnamigen Ausstellung im Forum Frohner Krems[45]
- 2015: Inside-Out, Katalog zur Ausstellung, Museum/Galerie Artemons[19]
- 2015: Stadt-Kunst-Innsbruck, Katalog anlässlich der Sonderausstellung[46]
- 2019: The Artist's Kitchen, Marion Soravia soart GmbH, Wien[47]
- 2019: Fly me to the Moon, Kunsthalle Zürich / Museum der Moderne Salzburg[48]
- 2019: fluid reality, Katalog zur Ausstellung Recheis Art Space[25]
- 2019: ticket to the moon, Kunsthalle Krems[49]